# Löbnitz (Sachsen)
Löbnitz ist eine Gemeinde im Landkreis Nordsachsen im Norden von Sachsen an der Grenze zu Sachsen-Anhalt.

## Geographie

### Lage

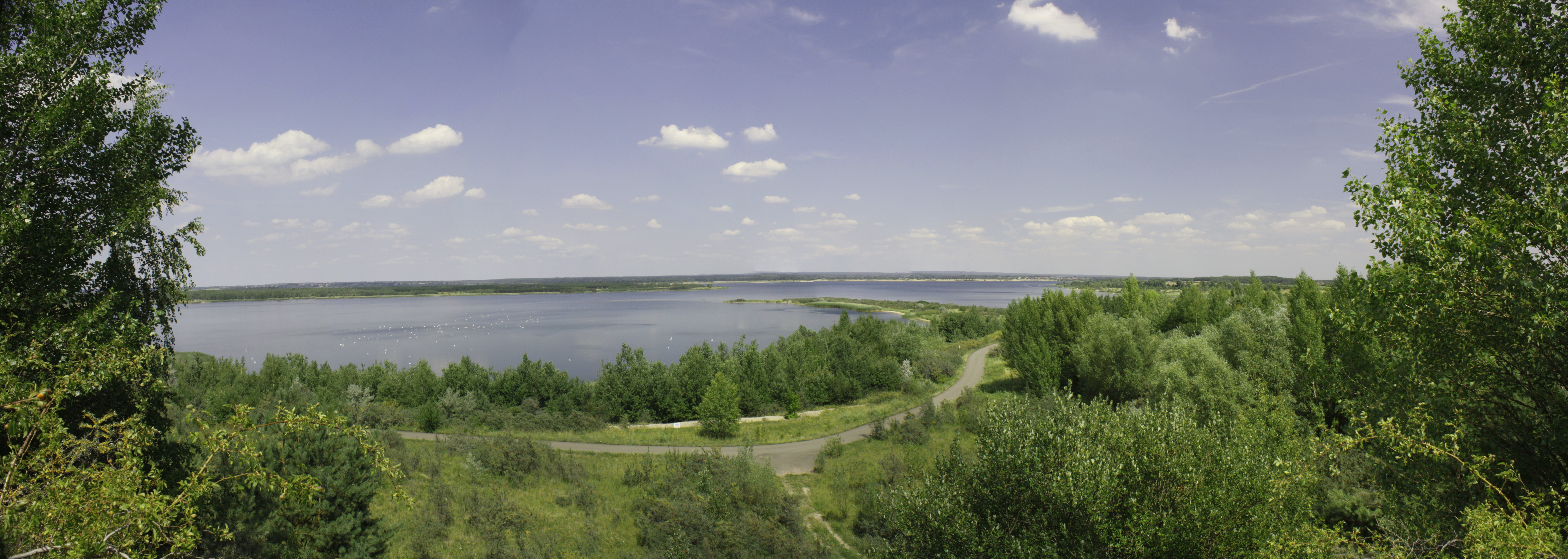
Seelhausener See

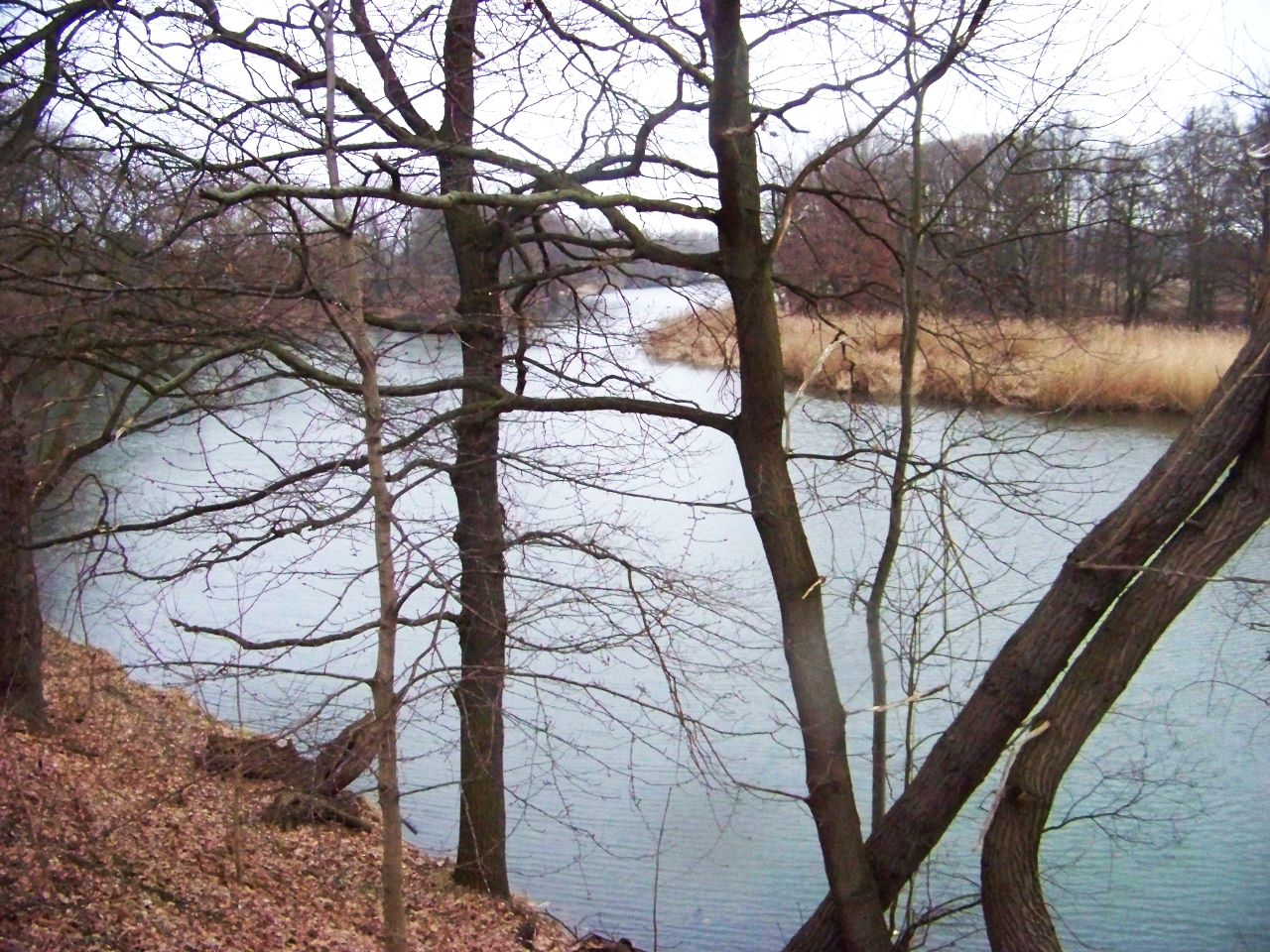
Alte Mulde in Roitzschjora

Löbnitz liegt an der Mulde zwischen der Leipziger Tieflandsbucht und der Dübener Heide. Nachbarorte von Löbnitz sind Delitzsch (14 km), Pouch (5 km), Bitterfeld (15 km), Bad Düben (9 km) und Badrina (8 km).

### Gemeindegliederung
Löbnitz besteht aus den Ortsteilen Löbnitz, Roitzschjora, Sausedlitz und Reibitz.

## Geschichte
Löbnitz wurde 981 erstmals als oppidum Liubanici neben weiteren Burgwarden an der Mulde urkundlich erwähnt. Ursprünglich war es ein Lehen des Grafen Arsico, das damals von König Otto III. dem Bistum Meißen geschenkt wurde. Mindestens seit 1387 war die Familie von Schönfeldt Besitzer des Ortes.
Löbnitz wird noch 1605 in einem Steuerschockanschlag als Städtlein bezeichnet, verlor jedoch spätestens im Dreißigjährigen Krieg die Stadtrechte. Mit den zwei geteilten Rittergütern, Schloss- und Hofteil, gehörte Löbnitz bis 1815 zum kursächsischen Amt Delitzsch. Durch die Beschlüsse des Wiener Kongresses kam der Ort zu Preußen und wurde 1816 dem Kreis Delitzsch im Regierungsbezirk Merseburg der Provinz Sachsen zugeteilt, zu dem er bis 1952 gehörte. Die Kommune war bis zum Zusammenschluss 1836 in einen Schlossteil und einen Hofteil geteilt.
Im Zuge der Kreisreform in der DDR 1952 wurde Löbnitz dem verkleinerten Kreis Delitzsch im Bezirk Leipzig zugeteilt, welcher 1994 im Landkreis Delitzsch aufging. Seit 2008 gehört Löbnitz zum Landkreis Nordsachsen.
Eingemeindungen
- 1973: Roitzschjora
- 1993: Reibitz
- 1994: Sausedlitz

## Bevölkerung
| Jahr | Einwohner |
| ---- | --------- |
| 2002 | 2.315     |
| 2005 | 2.246     |
| 2010 | 2.157     |
| 2015 | 2.065     |
| 2020 | 2.088     |

| Jahr | Einwohner |
| ---- | --------- |
| 2021 | 2.100     |
| 2022 | 2.117     |
| 2023 | 2.099     |
| 2024 | 2.041     |

Stand: 31. Dezember des jeweiligen Jahres (Angaben des Statistischen Landesamtes Sachsen), ab 2011 auf Basis des Zensus 2011, ab 2022 auf Basis des Zensus 2022

## Politik
- Linke: 1
- SPD: 4
- WVL: 2
- CDU: 9

### Gemeinderat
Die Kommunalwahl am 9. Juni 2024 war die letzte Wahl der Gemeindevertretung von Löbnitz. Eine Übersicht über diese und vergangene Wahlen gibt die Tabelle:
| Partei/Liste                    | 2024 | 2024  | 2019 | 2019  | 2014 | 2014  |
| Partei/Liste                    | %    | Sitze | %    | Sitze | %    | Sitze |
| ------------------------------- | ---- | ----- | ---- | ----- | ---- | ----- |
| CDU                             | 52,3 | 9     | 57,9 | 10    | 54,1 | 9     |
| SPD                             | 26,6 | 4     | 34,5 | 5     | 37,4 | 6     |
| Wählervereinigung Löbnitz (WVL) | 17,5 | 2     | –    | –     | –    | –     |
| Die Linke                       | 3,7  | 1     | 7,6  | 1     | 8,4  | 1     |
| Gesamt                          | 100  | 16    | 100  | 16    | 100  | 16    |
| Wahlbeteiligung (in %)          | 72,7 | 72,7  | 69,6 | 69,6  | 60,2 | 60,2  |

### Bürgermeister
- 1994–2008: Gerda Prautzsch (CDU)[11]
- 2008–2019: Axel Wohlschläger (CDU)[12] (2019 verstorben)
- seit 2019: Detlef Hoffmann (CDU)

Hoffmann wurde in der Bürgermeisterwahl am 1. Dezember 2019 mit 99,3 % der gültigen Stimmen für eine Amtszeit von sieben Jahren gewählt.

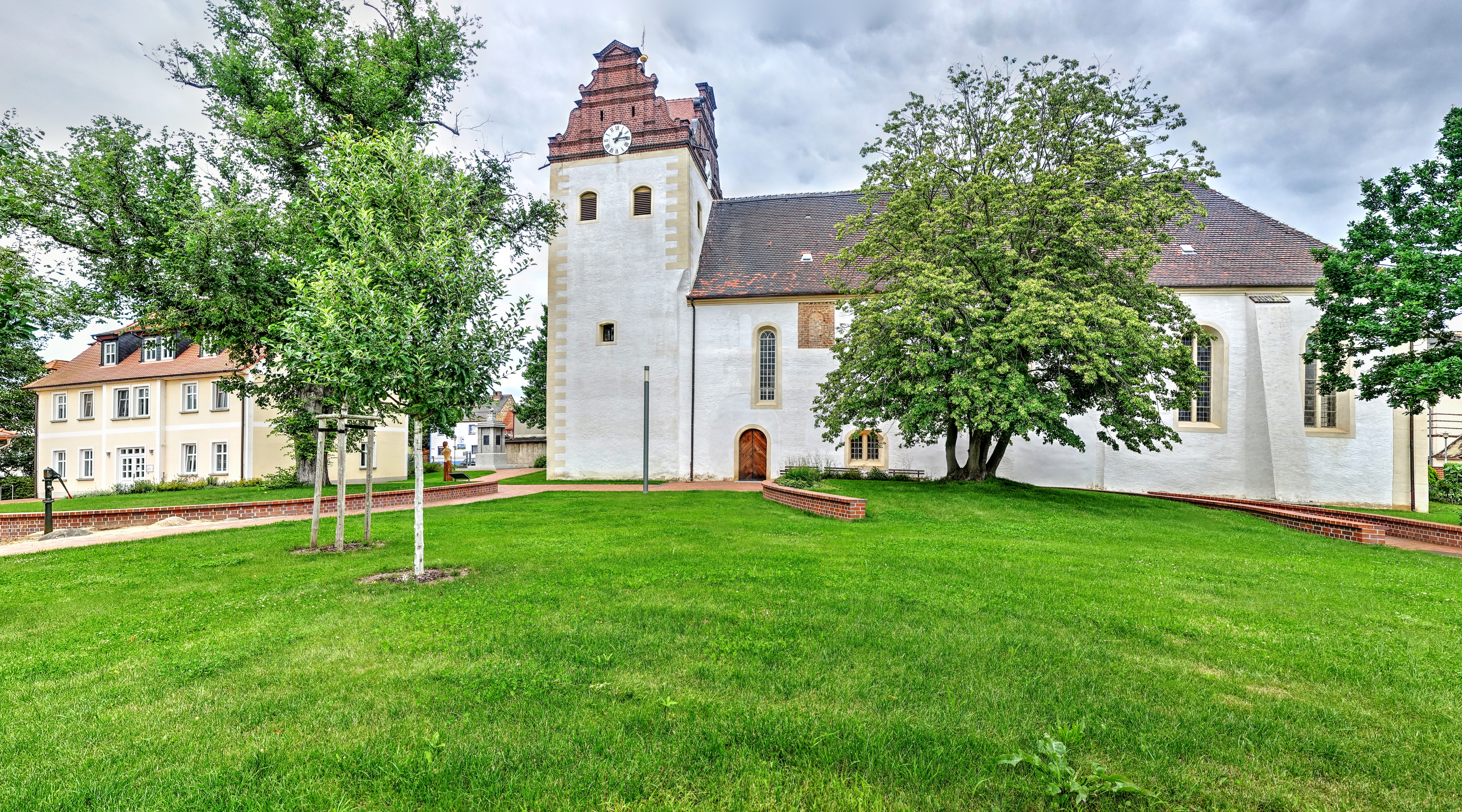
Evangelische Kirche und Pfarrhaus in Löbnitz

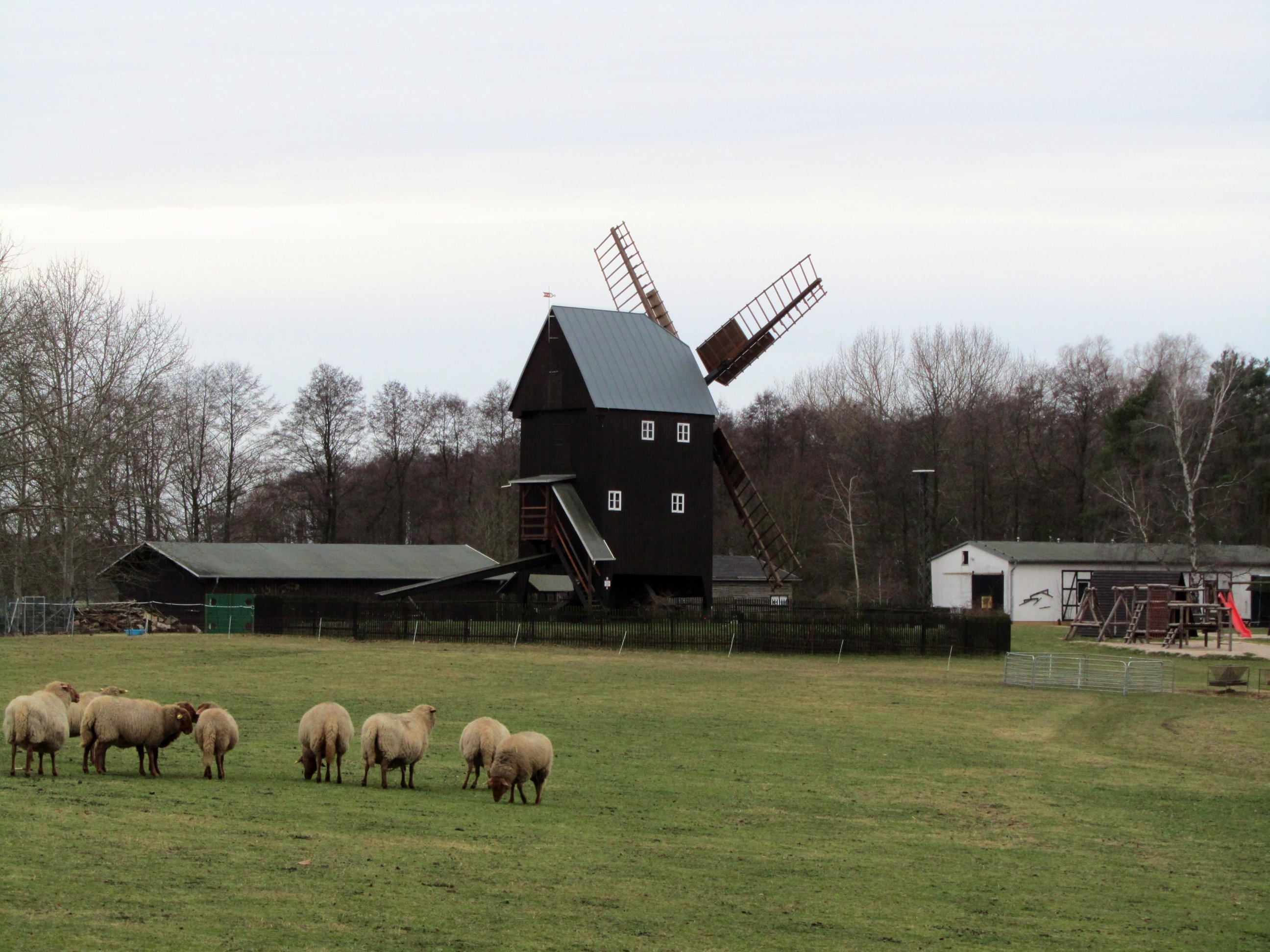
Werbeliner Bockwindmühle in Reibitz

| Wahl | Bürgermeister     | Vorschlag | Wahlergebnis (in %) |
| ---- | ----------------- | --------- | ------------------- |
| 2019 | Detlef Hoffmann   | CDU       | 99,3                |
| 2015 | Axel Wohlschläger | CDU       | 98,1                |
| 2008 | Axel Wohlschläger | CDU       | 56,1                |
| 2001 | Gerda Prautzsch   | CDU       | 72,8                |
| 1994 | Gerda Prautzsch   | CDU       | 61,5                |

## Sehenswürdigkeiten und Kultur

### Sehenswürdigkeiten
- Evangelische Pfarrkirche Löbnitz, Saalkirche mit frühbarocker Ausstattung, die als dreischiffige romanische Pfeilerbasilika im 13. Jahrhundert errichtet und in der 2. Hälfte des 16. Jahrhunderts zur Saalkirche umgebaut wurde.
- Katholische Christkönigskirche Löbnitz von Johannes Reuter, 1955/56 erbaut
- weitere Kirchen befinden sich in Reibitz und Sausedlitz
- Bockwindmühlen in Löbnitz und Reibitz, letztere Mühle wurde aus dem devastierten Werbelin umgesetzt
- Brunnen aus dem Jahr 2001 in Löbnitz
- Herrenhaus in Löbnitz, heute Pflegeheim
- Campingplatz in Roitzschjora an einem alten Muldearm
- Seelhausener See
- Goitzsche
- Muldetal, naturnahe Auenlandschaft mit geschützter Tierwelt, längs des Muldedamms verläuft der Mulderadweg

Im Südwesten der Gemeinde wurde bis 1991 im Tagebau Goitzsche/Baufeld Rösa Braunkohle gefördert. Das inzwischen geflutete Tagebaurestloch wurde rekultiviert und zu einer Erholungslandschaft umgestaltet. So befindet sich jetzt im Südwesten der Gemeinde der 6,22 Quadratkilometer große Seelhausener See. Die begonnene künstliche Flutung des Tagebaurestloches Rösa mit Wasser der Mulde, im Juli 2000, wurde durch die Jahrhundertflut im August 2002 durch einen Deichbruch an der Mulde und dem Lober-Leine-Kanal zwischen Pouch und Löbnitz beschleunigt.
Goitzsche und Seelhausener See werden von einem asphaltierten Fahrrad- und Skaterweg umgeben (Gesamtlänge etwa 25 km). Löbnitz ist an das Fernreitwegnetz angeschlossen.

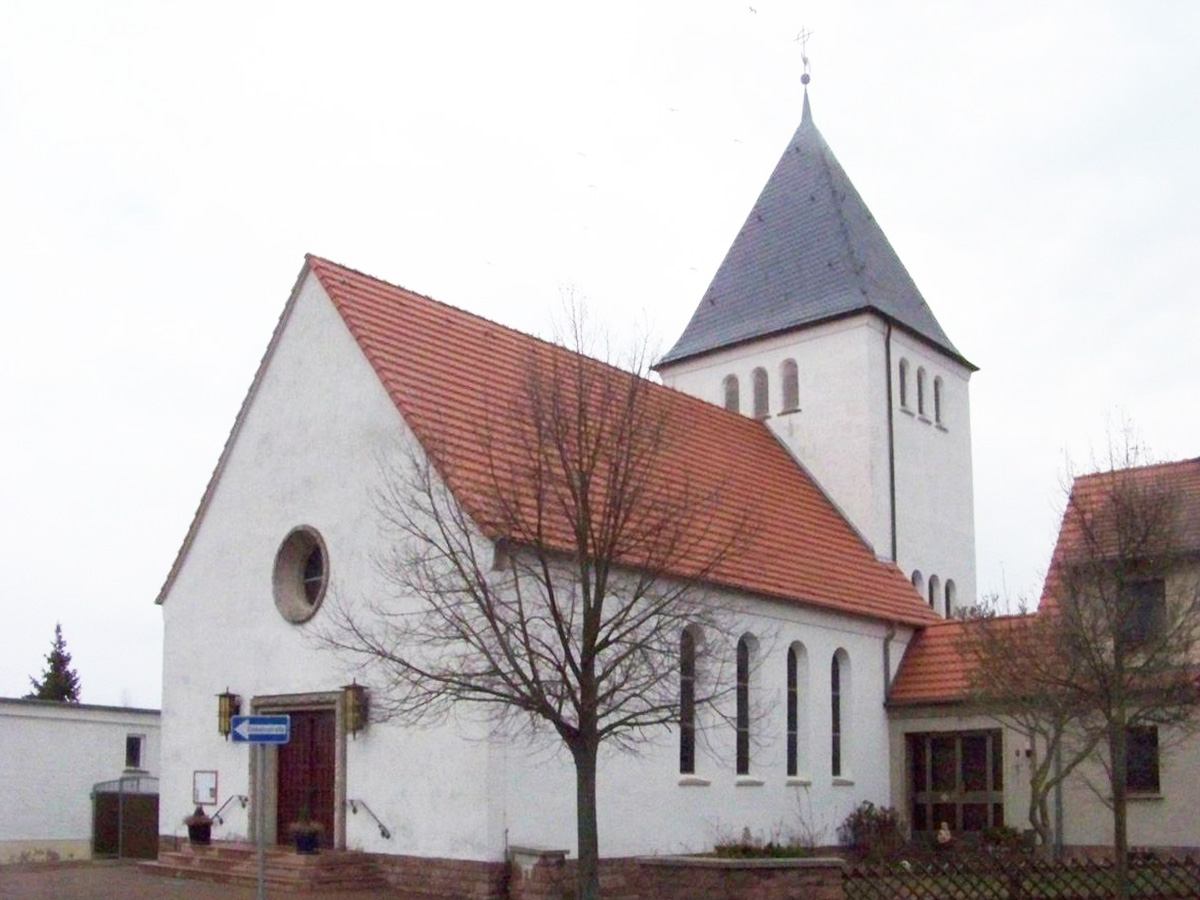
Katholische Kirche in Löbnitz
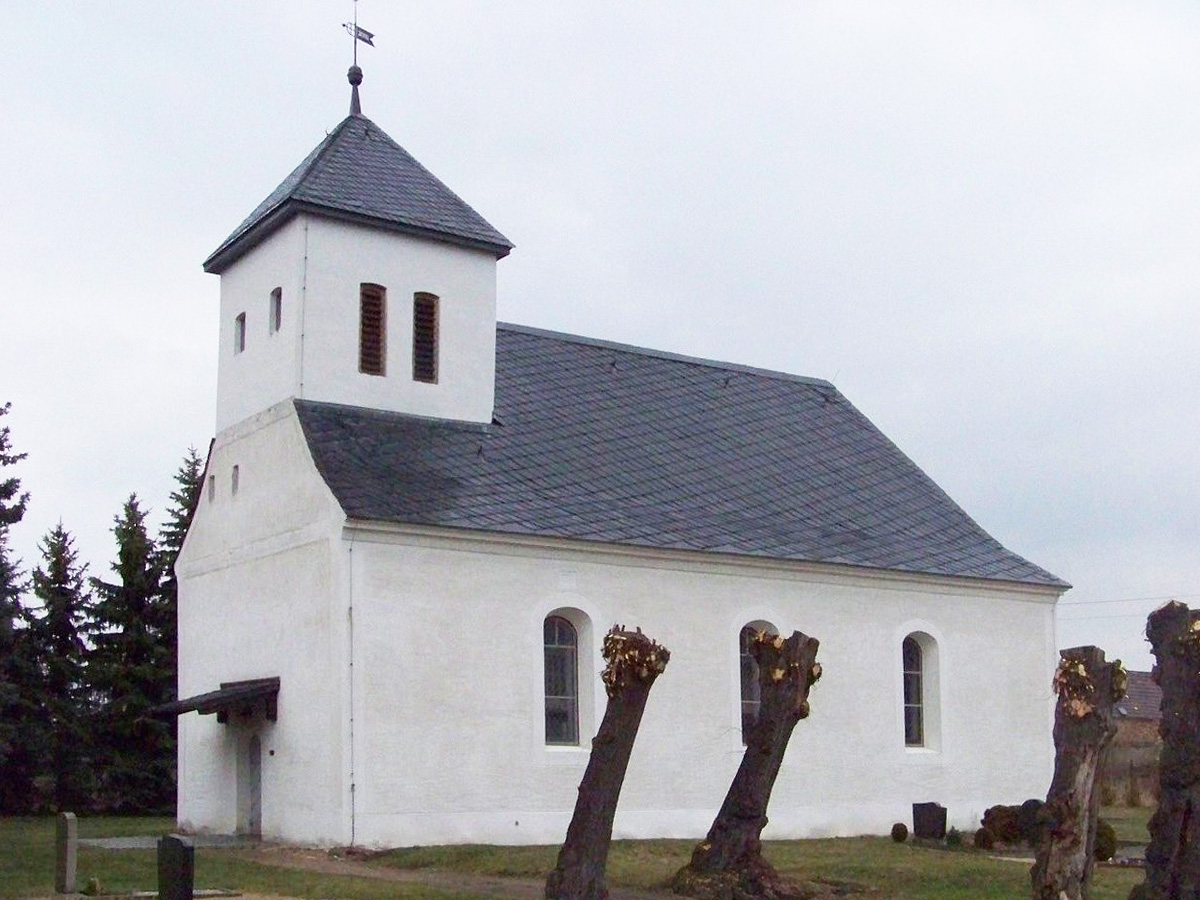
Kirche in Reibitz
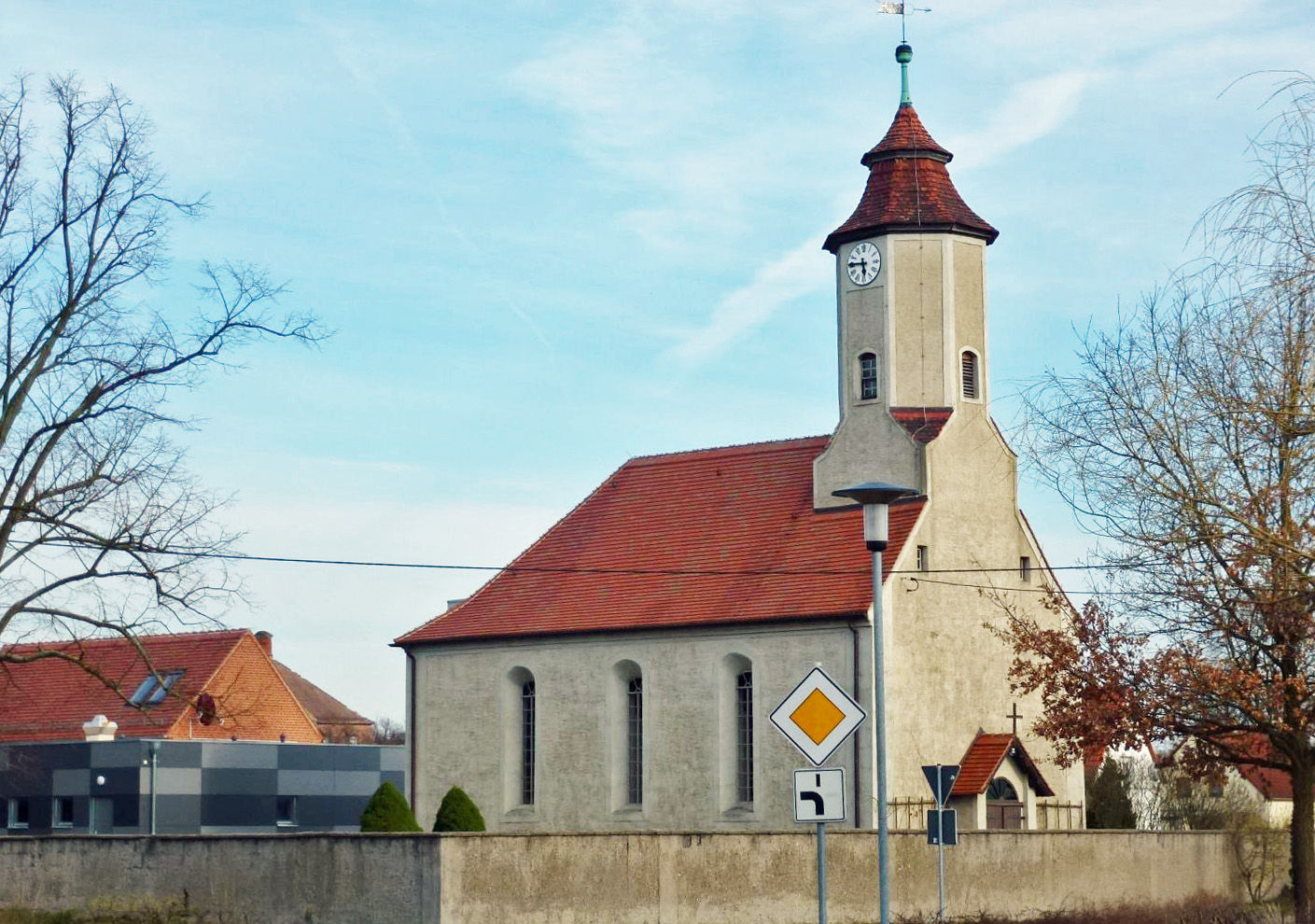
Kirche in Sausedlitz
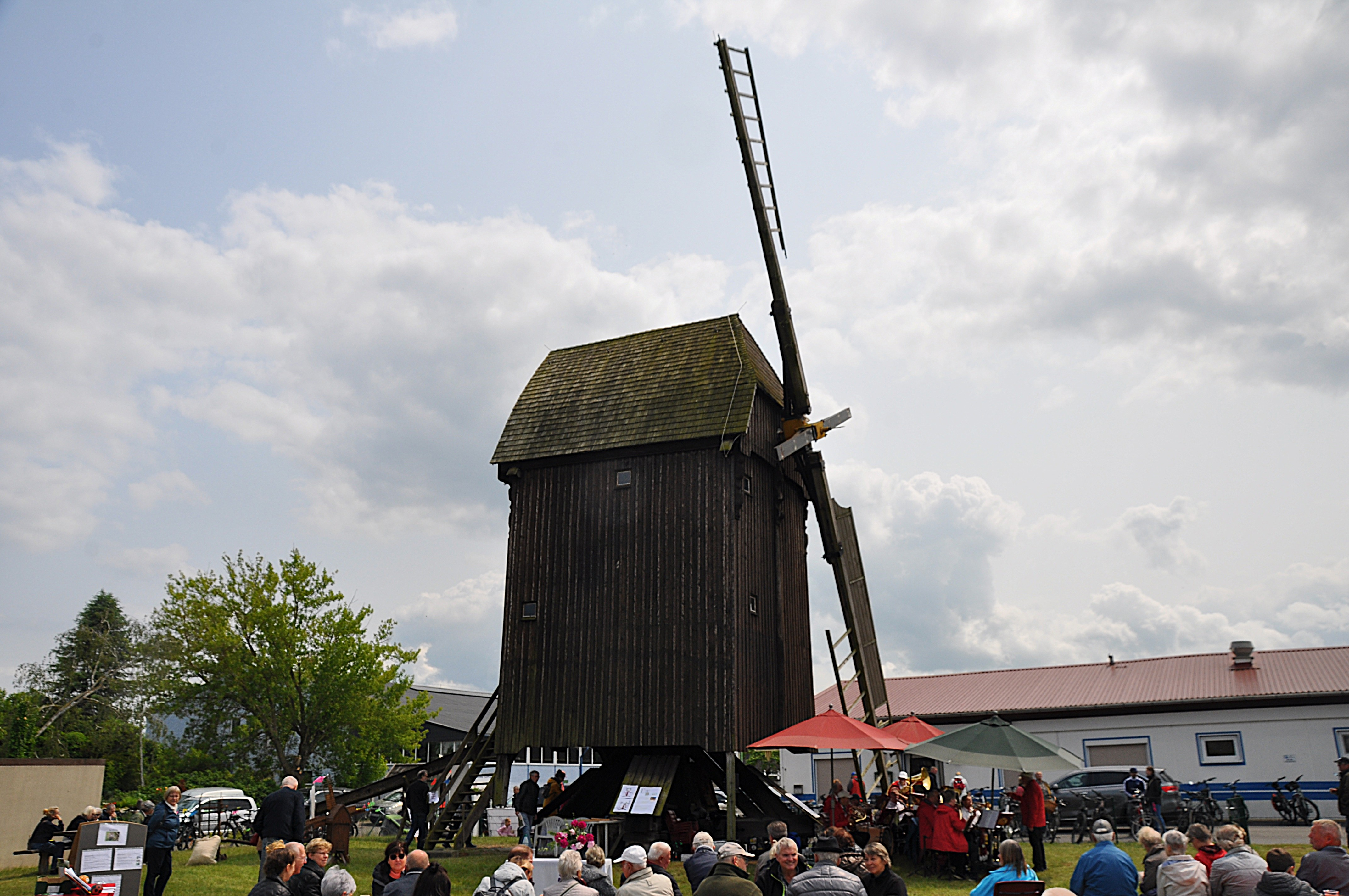
Döblermühle in Löbnitz
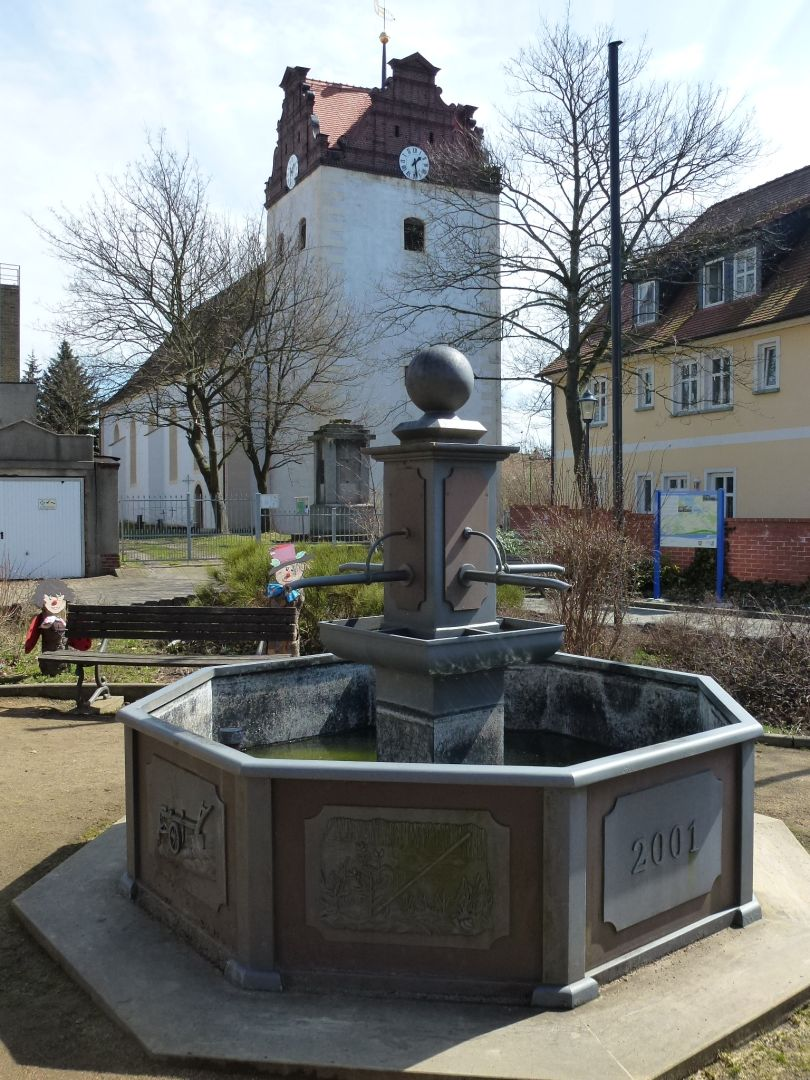
Brunnen in Löbnitz
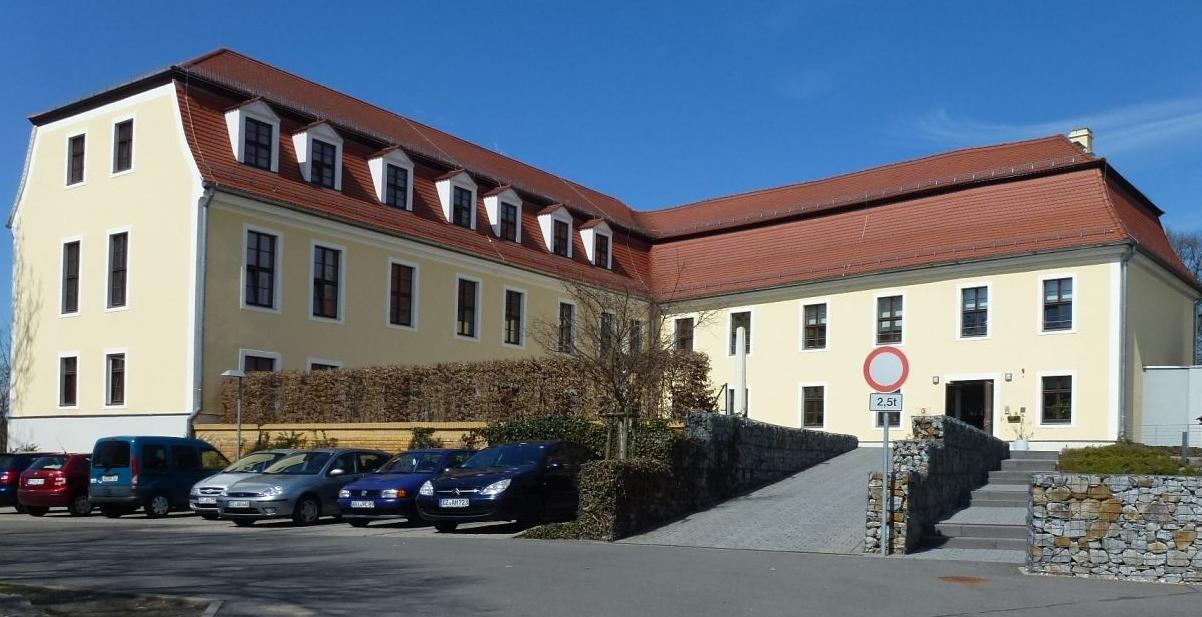
Pflegeheim in Löbnitz

### Veranstaltungen
- Osterfeuer: Zu Ostern wird jährlich auf dem Sportplatz ein Osterfeuer errichtet.
- Maibaumsetzen: Jährlich am 30. April findet auf dem Dorfplatz das Maibaumsetzen statt.
- Mühlentag: Jährlich am Pfingstmontag – Mühle Döbler
- Reit- und Springturnier / Parkfest: Im Reitstadion Löbnitz findet alljährlich im Juni das internationale Löbnitzer Reit- und Springturnier statt. Zugleich wird im Park das Parkfest veranstaltet.
- Adventsmarkt: Um die Weihnachtszeit findet jährlich der Löbnitzer Adventsmarkt auf dem Dorfplatz statt.

- With Full Force: Auf dem Flugplatz Roitzschjora wurde in den Jahren 1999 bis 2016 am ersten Juli-Wochenende das With-Full-Force-Festival ausgerichtet. 2012 gab es während des Festivals wegen eines Blitzeinschlags 69 Verletzte. Im Jahr 2017 wurde das Festival nach Ferropolis bei Gräfenhainichen verlegt, da die Durchführung des Festivals auf dem Flugplatz Roitzschjora und die damit einhergehenden, steigenden Sicherheitsanforderungen der örtlichen Ordnungsbehörden durch den Veranstalter nicht mehr gewährleistet werden konnten.[15]

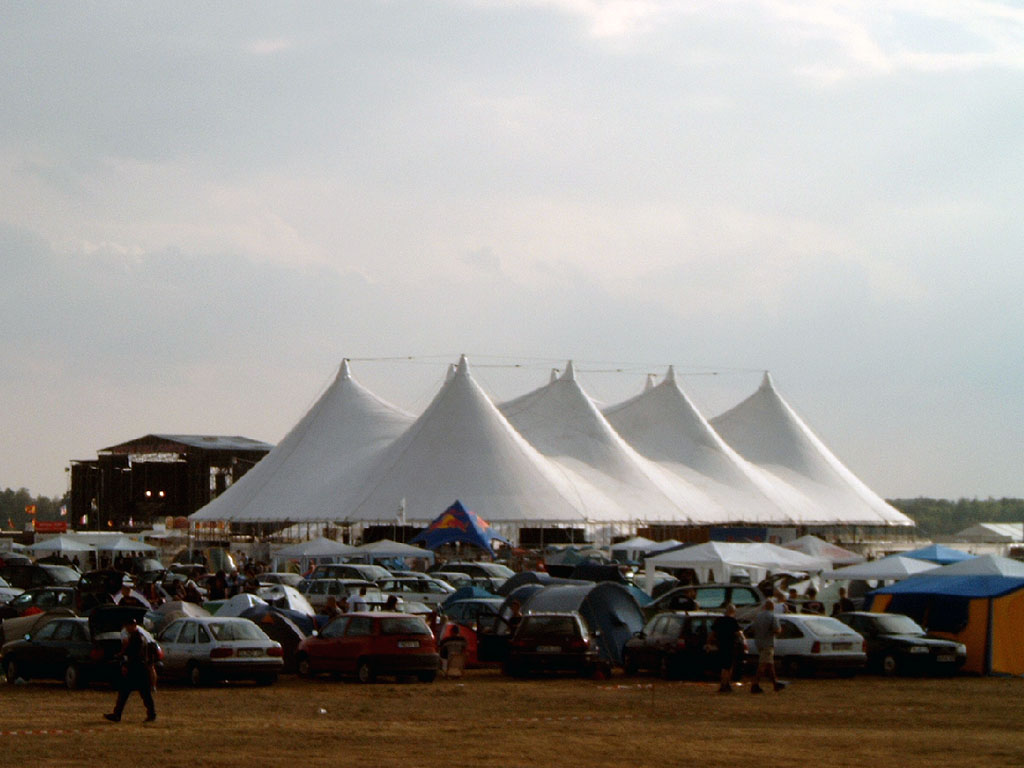
Zeltbühne des Musikfestivals With Full Force

## Verkehr
Die Staatsstraße S 12 von Bad Düben zur Landesgrenze bei Pouch führt durch Löbnitz. Südlich der Gemeinde verläuft die B 183a.
Im Ortsteil Roitzschjora befindet sich ein als Verkehrslandeplatz ausgewiesener Flugplatz.
1896 trat in Löbnitz eine Interessengemeinschaft zum Bau einer Bahnstrecke von Eilenburg nach Bad Düben zusammen, mit der die Gemeinde einen Anschluss an das Eisenbahnnetz erhalten sollte. Mit dem Bau wurde jedoch nie begonnen.
Bis 1964 existierte eine Fährverbindung über die Mulde nach Rösa.

## Persönlichkeiten

### Söhne und Töchter der Gemeinde
- Ave von Schönfeldt (um 1500–1541), ehemalige Nonne
- Siegfried von Schönfeldt (1486–1569), Rittergutsbesitzer
- Johann Erich von Schönfeldt (1659–1724), Rittergutsbesitzer
- Heinrich Rudolph von Schönfeldt (1695–1751), Rittergutsbesitzer
- Johann Hilmar Adolph von Schönfeld (1743–1820), Rittergutsbesitzer
- Friedrich Lebrecht Koch (1761–1837), evangelischer Pfarrer
- Franz Julius Bernhard (1810–1873), evangelischer Pfarrer
- Otto Richter (1867–1941), Bildhauer
- Anita Hentschel (1942–2019), Leichtathletin (Diskuswerferin)
- Thomas Böttcher (* 1965), Moderator und Schauspieler

### Persönlichkeiten mit Bezug zu Löbnitz
- Albrecht II. von Mutzschen († 1266), Bischof von Meißen, in Löbnitz gestorben
- Martin Luther (1483–1546), Reformator
- Hans von Schönfeld (1544–1599), Rittergutsbesitzer in Löbnitz
- Johann Christoph von Schönfeldt (1701–1762), Rittergutsbesitzer in Löbnitz
- Adolph von Schönfeldt (1809–1886), Rittergutsbesitzer in Löbnitz
- Wolfgang Müller (1931–2021), Dressurreiter und Reitlehrer, lebte in Löbnitz